# Les Deux Maries
Les Deux Maries (en galicien : As Dúas Marías, et en espagnol : Las Dos Marías) est un duo artistique formé par deux sœurs galiciennes - Maruxa (1898-1980) et Coralia Fandiño Ricart (1914-1983).
Originaires de Saint-Jacques-de-Compostelle, les deux sœurs sont aujourd'hui iconiques de la résistance citoyenne contre la dictature franquiste.
Elles font l'objet d'un hommage touristique avec la statue de César Lombera située à Saint-Jacques.

## Résistance sous la dictature franquiste
Durant la dictature franquiste, les deux sœurs deviennent des personnages populaires de la ville de Saint-Jacques-de-Compostelle. En résistance à la dictature franquiste, elles effectuent une promenade quotidienne dans la vieille ville de Saint-Jacques, des années 1950 aux années 1970, jusqu'à la transition démocratique.
Vêtues et maquillées de façon excentrique, elles se lient avec les étudiants de l'Université de Saint-Jacques-de-Compostelle. Cette promenade a lieu notamment en fin d'après-midi et devient l'une des actions de résistance symbolique contre Franco.

## Postérité
- Depuis 1994, une sculpture leur rend hommage dans un monument[6] situé dans le parc de la Alameda de Saint-Jacques-de-Compostelle[7], œuvre de César Lombera[8].